# Asplenium macarenianum
Asplenium macarenianum là một loài dương xỉ trong họ Aspleniaceae. Loài này được C.V.Morton & Lellinger mô tả khoa học đầu tiên năm 1966.
Danh pháp khoa học của loài này chưa được làm sáng tỏ. 